# Lucile Watson

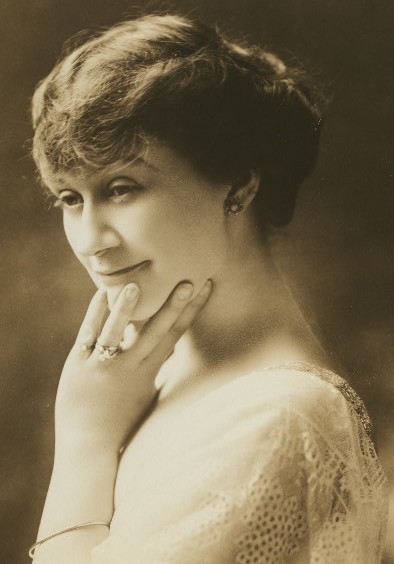
Lucile Watson (1920er-Jahre)

Lucile Watson (* 27. Mai 1879 in Québec City, Québec; † 24. Juni 1962 in New York City, New York, USA) war eine kanadische Film- und Theaterschauspielerin.

## Leben
Lucile Watson – ihr Vorname wird selbst in einigen Filmcredits fälschlicherweise mit Lucille angegeben – wuchs in New York auf, wo sie als junge Frau die Academy of Dramatic Arts absolvierte. Ihr erstes Bühnenengagement erhielt sie 1902 im Theaterstück The Wisdom of the Wise. 1909 schaffte sie in The City den Sprung an den Broadway. Watson zählte bis Anfang der 1940er zur Riege der gefragten Theaterschauspieler. Sie wirkte unter anderem in Aufführungen von The Importance of Being Earnest und Stolz und Vorurteil mit.
Nach einer kleinen Komparsenrolle im Stummfilm The Girl with the Green Eyes aus dem Jahr 1916, und einer weiteren kleinen Rolle in The Royal Family of Broadway – 1930 produziert – stand sie erst im Jahr 1934 in The Inventors erneut vor der Kamera. In ihren 45 Filmrollen spielte Watson meist Nebenrollen, häufig als Mutter oder Schwiegermutter der Heldin. Ihr bekanntester Film wurde Watch on the Rhine, für den sie auf der Oscarverleihung 1944 für Oscar als beste Nebendarstellerin nominiert wurde. Watson hatte ihre Rolle bereits 1941 in 378 Aufführungen des gleichnamigen Theaterstücks von Lillian Hellman am Broadway gespielt. Das Stück von Lillian Hellman gewann den New York Drama Critics's Circle Award. Zu Watsons weiteren Filmauftritten zählen die weise Mutter von Norma Shearer im Komödienklassiker Die Frauen (1939) sowie die garstige Tante March in der Literaturverfilmung Kleine tapfere Jo (1949) nach dem Romann Little Women
Lucile Watson stand bis 1954 vor der Kamera und zog sich danach ins Privatleben zurück. Sie war zweimal verheiratet. Ihre erste Ehe mit dem kanadischen Schauspieler Rockliffe Fellowes, den sie um 1910 geheiratet hatte, war nur von kurzer Dauer, und wurde bald darauf geschieden. In zweiter Ehe war sie von 1926 bis 1933 mit Louis Evan Shipman verheiratet. Lucile Watson hatte keine Kinder und starb 1962 im Alter von 83 Jahren nach einem Herzinfarkt.

## Filmografie
- 1916: The Girl with the Green Eyes
- 1930: The Royal Family of Broadway
- 1934: The Inventors (Kurzfilm)
- 1934: Men in Black (Kurzfilm)
- 1934: What Every Woman Knows
- 1935: The Bishop Misbehaves
- 1936: Der Garten Allahs (The Garden of Allah)
- 1936: Ein aufsässiges Mädchen (A Woman Rebels)
- 1936: Drei süße Mädels (Three Smart Girls)
- 1938: Little Me (Kurzfilm)
- 1938: Gauner mit Herz (The Young in Heart)
- 1938: Singende Herzen (Sweethearts)
- 1939: Die Frauen (The Women)
- 1939: Ein ideales Paar (Made for Each Other)
- 1940: Ihr erster Mann (Waterloo Bridge)
- 1940: Florian
- 1941: Mr. und Mrs. Smith (Mr. & Mrs. Smith)
- 1941: Gefährliche Liebe (Rage in Heaven)
- 1941: Mr. X auf Abwegen (Footsteps in the Dark)
- 1941: Vertauschtes Glück (The Great Lie)
- 1941: Model Wife
- 1943: Die Wacht am Rhein (Watch on the Rhine)
- 1944: Auf Ehrenwort (Uncertain Glory)
- 1944: Till We Meet Again
- 1945: Der dünne Mann kehrt heim (The Thin Man Goes Home)
- 1946: Morgen ist die Ewigkeit (Tomorrow Is Forever)
- 1946: My Reputation
- 1946: Never Say Goodbye
- 1946: Onkel Remus’ Wunderland (Song of the South)
- 1946: Auf Messers Schneide (The Razor’s Edge)
- 1947: Ivy
- 1948: Ich küsse Ihre Hand, Madame (The Emperor Waltz)
- 1948: Die unvollkommene Dame (Julia Misbehaves)
- 1948: Ich heirate dich doch (That Wonderful Urge)
- 1948: The Philco Television Playhouse (Fernsehserie, eine Folge)
- 1949: Kleine tapfere Jo (Little Women)
- 1949: Wenn meine Frau das wüßte (Everybody Does It)
- 1950: Tanzen ist unser Leben – Let’s Dance (Let’s Dance)
- 1950: Die Lügnerin (Harriet Craig)
- 1950–1951: Armstrong Circle Theatre (Fernsehserie, zwei Folgen)
- 1951: Nash Airflyte Theatre (Fernsehserie, eine Folge)
- 1951: My Forbidden Past
- 1952: Pulitzer Prize Playhouse (Fernsehserie, eine Folge)
- 1952: Juliette Low and the Girl Scouts (Fernsehfilm)
- 1954: Studio One (Fernsehserie, eine Folge)

## Nominierung
- 1944: Oscar-Nominierung, Beste Nebendarstellerin, für: Watch on the Rhine